# Leimbach (Wehre)
Der Leimbach ist ein rechtsseitiger bzw. östlicher Zufluss der Wehre und verläuft vollständig auf dem Gebiet der Gemeinde Wehretal im Werra-Meißner-Kreis (Hessen, Deutschland).
Die Quelle liegt südlich der Blauen Kuppe im gleichnamigen Naturschutzgebiet auf einer Höhe von ca. 288 Metern. Die Fließrichtung ist südwestlich bis nach Langenhain. Dort schwenkt der Leimbach in nordwestliche Richtung auf Reichensachsen zu und mündet am westlichen Ortsrand in die Wehre. Hierbei überwindet er eine Höhendifferenz von 90 Metern und fließt über eine Strecke von 3,7 Kilometern.